# العبودية في فرنسا الجديدة
كانت العبودية في فرنسا الجديدة تُمارس من قبل بعض السكان الأصليين الذين كانوا يستعبدون الغرباء ليخدموا في الحروب، حتى جاء الاستعمار الأوروبي الذي جعل العبودية التجارية للبشر شائعة في فرنسا الجديدة. بحلول عام 1750، كان ثلثا السكان العبيد في فرنسا الجديدة من السكان الأصليين، وبحلول عام 1834، كان معظم العبيد من الأفارقة.
أثرت هذه المؤسسة، التي استمرت لنحو قرنين من الزمان، على آلاف الرجال والنساء والأطفال من الشعوب الأصلية والإفريقية. أثرت أيضًا على العديد من السكان الأصليين، الذين كانوا يُجبرون على العمل خدمًا في المنازل ويُتاجر بهم سلعًا.

## أصل فرنسا المستعبِدة
كان وجود العبودية في هذه المنطقة سابقًا لوصول الأوروبيين وكان له تأثير كبير على الطريقة التي تطور بها نظام العبودية خلال الاستعمار الفرنسي. في إطار ثقافة الحرب، اعتمدت جماعات السكان الأصليين في »باي دون هوت« بشكل كبير على الحروب التي ركزت على أخذ الأسرى بدلًا من القتل. يتم بعدها التعامل مع هؤلاء الأسرى غالبًا من خلال سلسلة وحشية من الأفعال المصممة لتجريد الفرد من أي هويات من الجماعات السابقة ووضع علامات وندوب دائمة للدلالة على هوية الفرد الأسير أمام الآخرين في المجتمع.
كانت عملية الدمج في كثير من الأحيان قاسية ومهددة للحياة وشملت أفعالًا مثل قطع الأصابع أو أطراف أخرى من الجسد واقتلاع الأظافر وبتر الأنف والضرب. كانت طقوس دمج الأسرى شأنًا عامًا شاركت فيه جميع فئات المجتمع الأصلي، بما في ذلك النساء والأطفال، الذين كانت مشاركتهم مؤثرة بشكل خاص في ترسيخ مكانة العبيد، الذي غالبًا ما يكون محاربًا أسيرًا، في مجتمعه الجديد. أما الناجون من الضرب، كانوا يخضعون بعد ذلك لأفعال مهينة، مثل التعري والغناء القسري، لمحو هوياتهم السابقة أكثر قبل أن يُعاد دمجهم في مجتمعهم الجديد أو يتم تعذيبهم وإعدامهم. بمجرد أن يصبحوا جزءًا من المجتمع، كان الأسرى يؤدون وظائف اجتماعية مميزة داخله. عمومًا، لم يكن يُنظر إلى العبيد عادةً على أنهم ممتلكات وسلع تجارية قابلة للتحويل بحرية كما هو الحال تقليديًا في أنماط العبودية. بل كان يُقصد من العبيد أن يؤدوا دورًا اجتماعيًا يتمثل في تعويض فرد مفقود من المجتمع: عندما يُقتل أحد الأفراد أو يتم أخذه من المجتمع، يتم تقديم أسير ليحل محله ويتولى أدواره. غالبًا ما كان هذا يعني أن وضع العبد كان موجهًا وفقًا للجنس، إذ يُجبر الرجال على أداء مهام تُعتبر تقليديًا من اختصاص النساء، مثل تقديم الوجبات والقيام بأعمال الزراعة وتحضير الجلود وحمل الأمتعة أثناء الصيد. أما الأسيرات النساء، غالبًا ما كُن يُستخدمن زوجات «إضافيات» لأداء الأعمال الروتينية المنزلية، بالإضافة إلى تقديم العمل الإنجابي.
سياسيًا، كان لهذه الطقوس المتعلقة بأخذ الأسرى قيمة كبيرة. سمحت المواقع الفريدة للأسرى وسطاء اجتماعيين بتقديم خدمات دبلوماسية، مثل الترجمة. باعتبارهم هدايا رمزية بين الشعوب، أضافت تجارة العبيد وزنًا اجتماعيًا وسياسيًا للعلاقات بين الشعوب الأصلية، وربطت شعوب المناطق المنفصلة ببعضها البعض عبر الحدود الإثنية واللغوية. غالبًا ما كان يتم الاستيلاء على العبيد من مجموعة ما ودمجهم في مجموعة أخرى ثم تبادلهم مع مجموعات أخرى، وكانت لديهم قدرات على العمل منسقين ثقافيين، ما يسلط الضوء على فائدة تجارة العبيد لدى السكان الأصليين ومدى قدرة الأسرى الأصليين على ممارسة بعض مظاهر الاستقلالية ضمن إطار عبوديتهم.

### أنماط الاستعباد الفرنسية-الأصلية
من الواضح أن نظام العبودية كان قائمًا قبل وصول الفرنسيين. بذلك، كانت الممارسة الفرنسية للعبودية تتكيف مع نظام قائم أكثر من كونها فرض لنظام جديد على الشعوب الأصلية والأماكن الأصلية. اعتمد المستوطنون الفرنسيون العبودية بشكل جدي ابتداءً من عام 1632، واستمروا بعد غزو فرنسا الجديدة في القرن الثامن عشر. في البداية، كانت العبودية في المستعمرة معقدة بسبب موقف فرنسا الأخلاقي من هذه المسألة: لم يكن امتلاك العبيد في فرنسا الجديدة معترفًا به قانونًا (وفقًا لمبدأ الأرض الحرة لديهم)، ولكنه كان يُبرر على أساس أن فعل العبودية فقط هو الذي كان يعتبر غير أخلاقي وأن مجرد شراء أو تلقي العبيد كان مقبولًا. على أمل محاكاة النجاح الاقتصادي الذي حققته المستعمرات الأخرى، استسلمت الإدارة الملكية الفرنسية للضغوط الكندية من المسؤولين الاستعماريين الذين يشترون العبيد، وأصدرت مرسوم رودو لعام 1709، الذي وضع قانونًا يشرع الاستعباد في إطار وادي سانت لورانس الاستعماري.

## تجارة العبيد الأفارقة في فرنسا الجديدة
كان العبيد الأفارقة في «فرنسا الجديدة» أقلية صغيرة مقارنة بالعدد الإجمالي للعبيد في فرنسا الجديدة والعبيد الأفارقة في جميع أنحاء العالم الجديد (الأمريكيتين). من بين نحو 3.8 مليون عبد نُقلوا من غرب إفريقيا إلى الأمريكتين بحلول خمسينيات القرن الثامن عشر، انتهى المطاف بنحو 1,400 منهم فقط في فرنسا الجديدة. بالمثل، كان عدد السكان الأصليين المستعبدين الذين شكلوا غالبية القوى العاملة القسرية في فرنسا الجديدة يفوق باستمرار أعداد العبيد الأفارقة. رغم صعوبة إعادة تشكيل الأرقام الدقيقة، يشير تقدير أعداد العبيد في عام 1759، عشية الفتح في عام 1760 إلى أن مجموعهم بلغ نحو 4,000 عبد، منهم نحو 1,200 أفريقي. في عام 1632 وصل أول عبد مسجل من ذوي البشرة الداكنة، أوليفييه لو جون، إلى فرنسا الجديدة. استغرق الأمر أكثر من 50 عامًا بعد ذلك حتى ظهر عبد آخر من ذوي البشرة الداكنة في السجلات، رغم الجهود المكثفة لزيادة أعداد العبيد من ذوي البشرة الداكنة. جرت عدة محاولات على مدار تاريخ فرنسا الجديدة لزيادة عدد العبيد الأفارقة الذين أُحضروا إلى المستعمرة لزيادة القوى العاملة المتاحة. أُحبطت محاولات زيادة الإنتاج الاقتصادي للمناجم ومصائد الأسماك والمزارع بسبب نقص العمال. كان هناك الكثير من القلق من أن إدراج الاستعباد الإفريقي في كندا سيكون خيارًا اقتصاديًا مكلفًا، مشيرين إلى الاختلافات الكبيرة في المناخ سببًا رئيسيًا لفشلها المحتمل. مع ذلك، قدم الحاكم ماركيز دي دينونفيل التماسًا إلى لويس الرابع عشر في عام 1688 للحصول على إذن لاستيراد العبيد الأفارقة إلى فرنسا الجديدة للمساعدة في إنشاء اقتصاد استعماري أقرب إلى اقتصاد المستعمرات الفرنسية في منطقة البحر الكاريبي. في مايو عام 1689، منح الملك الإذن بالبدء في استيراد العبيد من ذوي البشرة الداكنة. مع ذلك، ظل عدد العبيد الأفارقة منخفضًا جدًا؛ إذ تُظهر السجلات الاستعمارية أنه لم يكن هناك سوى أحد عشر عبدًا إفريقيًا في فرنسا الجديدة بين عامي 1689 و1709. بالإضافة إلى ذلك، كانت الدعوات اللاحقة لزيادة استيراد العبيد الأفارقة إلى فرنسا الجديدة صدىً لمثال المستعمرات الأوروبية الأخرى التي اعتمدت على العمل القسري. مثلًا، جادل ميشيل بيغون في عام 1716 بأن على فرنسا الجديدة أن تحاول محاكاة المستعمرات الثلاث عشرة في استغلالها للعبيد.